# Sân bay Diapaga
Sân bay Diapaga (IATA: DIP, ICAO: DFED) là một sân bay ở Diapaga, Burkina Faso.